# Iransko-turkmenska brana prijateljstva
Iransko-turkmenska brana prijateljstva (perz. سد دوستی), naziv za branu i hidroelektranu koja se nalazi na granici Irana i Turkmenistana. Zajednički graditeljsko-energetski projekt dogovoren je početkom 2000-ih nakon obilnih suša u porječju Harija i primarni cilj bio je stvaranje akumulacijskog jezera pomoću kojeg će se regulirati navodnjavanje. Podignuta zemljano-betonska brana ima visinu od 78 m odnosno duljinu od 655 m i nalazi se nekoliko kilometara uzvodno od ušća Kašafa u Hari, oko 75 km južno od iranskog grada Sarahsa u pokrajini Razavi Horasan. Akumulacija se proteže oko 35 km tokom odnosno dolinom Harija prosječne širine od 1,5-5 km i ima zapremninu od 1,25 km³. U sklopu projekta vrijednog 168 milijuna USD nalazi se i hidroelektrana instaliranog kapaciteta od 16 MW.

## Vanjske poveznice
Novinski članci
- (engl.) Payvand News. 3. siječnja 2001. Iran-Turkmen river flowing again after drought. Payvand News. San Francisco. Inačica izvorne stranice arhivirana 9. studenoga 2019. Pristupljeno 27. veljače 2012.
- (engl.) Payvand News. 11. travnja 2004. Iran-Turkmenistan Friendship Dam to be operational. Payvand News. San Francisco. Inačica izvorne stranice arhivirana 1. ožujka 2012. Pristupljeno 27. veljače 2012.
- (engl.) PressTV. 29. kolovoza 2007. Iran & Turkmenistan Friendship Dam. PressTV. Tehran. Inačica izvorne stranice arhivirana 10. ožujka 2016. Pristupljeno 27. veljače 2012.

Tehničke stranice
- (engl.) DSI. 2012. Construction of the Doosti Dam near Khorasan. DYWIDAG-Systems International. Munich, Germany. Inačica izvorne stranice arhivirana 12. ožujka 2009. Pristupljeno 27. veljače 2012.
- (engl.) TAICE. 2009. Doosti Reservoir Dam. Toossab International Consulting Engineers. Gorxheimertal, Germany.
- (perz.) GSINET. 26. rujna 2010. Dam Doosti. Geological Survey of Iran. Mashhad. Inačica izvorne stranice arhivirana 25. travnja 2009. Pristupljeno 27. veljače 2012.

Dokumentacija
- (engl.) Vosooghi, Fatemeh. 5. svibnja 2007. Doosti Dam at the Border of Iran-Turkmenistan (PDF). 10th International Seminar on Participatory Irrigation Management. Iran Amayesh consulting Company. Tehran.